# Провотарх
Провотарх (Правотарх, Провоторх) — русское мужское имя христианского происхождения, употреблявшееся приблизительно в XVI—XVIII веках.
Исследователи полагают, что имя Провотарх возникло вследствие ошибки переписчика в святцах. Под 12 октября (по юлианскому календарю) Православная церковь отмечает память мучеников Андроника, Прова и Тарха (Тараха) происходивших по разным источникам из Памфилии, Киликии или Тарса, и погибших в 304 году во время гонений Диоклетиана на христиан. Вероятно, один из переписчиков понял имена Пров и Тарх как одно имя, и далее эта ошибка получила широкое распространение. Возможно, традиция объединения двух упомянутых святых в одного выходила за пределы святцев, так как известна миниатюра в Углицкой лицевой псалтыри 1485 года с изображением двух человек и подписью (с ненадёжным прочтением) «Протархъ и Андроник». В XVI—XVIII веках, хотя имя Провотарх не принадлежало к числу наиболее частотных, но тем не менее встречается в разных сословиях и в разных географических ареалах Северо-Восточной Руси и Русского царства. После исправления книг при патриархе Никоне, а также в связи с развитием книгопечатания, ошибка была устранена и имя Провотарх вышло из употребления. Вместе с тем, в указанный период продолжалось употребление имён Пров и Тарх по отдельности, что показывает, что использование святцев с ошибкой не было повсеместным. За пределами Северо-Восточной (Московской в широком смысле) Руси имя неизвестно.
Есть также народно-этимологические версии происхождения данного имени — от славянского «проворный» (то есть «опережающий, успевающий, шустрый»); от офенского жаргона, где слово «правотарь» употреблялось в качестве замены слову «царь», а «правотор» — «император»; а также «семинарская» версия от латинского слова «пробатор» — «одобряющий» (однако имя Провотарх зафиксировано задолго до возникновения самого явления семинарских фамилий). При этом известны упоминания имени в поминальных синодиках, что показывает, что оно применялось как крестильное.
Народные укороченные формы — Провотор, Правотор. От данного имени возникли фамилии Провотархов, Правотархов, Провоторов, Правоторов. Известны дворянские роды Провоторовых, включённые в родословные книги Пензенской и Курской губерний.
Среди носителей имени или отчества:
- Правотарх Тимофеев сын Зубов, вяземский дворянин (упом. 1610)
- Правотарх Кудеярович Волков (XVII в.), суздальский дворянин, основатель одного из дворянских родов Волковых.
- Провоторх Кашинцев, из суздальских детей боярских (упом. 1612)
- Провотарх (Правотарх) Григорьевич Тургенев, воротынский городовой дворянин (1620-е годы)
- бобыль «Завьялко, прозвище Провоторшко Ивановъ» (упом. 1628—1629)
- крестьянский староста Молчан Провоторхов (упом. 1592)
- Заня Провотархов, крестьянин (упом. 1558)
- Сидорко Правотархов, донской казак (упом. 1688)
- Офонка Провоторов из села Красные Слободы Старорязанского стана Переяславль-Рязанского уезда (упом. 1629 и 1636)
- Васка Провоторхов, беглый бобыль из деревни Волосотово на реке Шише